# Апучево
Апучево — деревня в Бабаевском районе Вологодской области.
Входит в состав Центрального сельского поселения, с точки зрения административно-территориального деления — в Центральный сельсовет.
Расположена на правом берегу реки Ножема. Расстояние по автодороге до районного центра Бабаево — 91 км, до центра муниципального образования деревни Киино — 3 км. Ближайшие населённые пункты — Давыдово, Петраково, Тарасово, Шилово, Янишево.
Население по данным переписи 2002 года — 1 человек.